# 朱尼厄斯·理查德·贾亚瓦德纳
朱尼厄斯·理查德·贾亚瓦德纳（1906年9月17日—1996年11月1日） 1977年到1978年任斯里兰卡总理，1978年到1989年任斯里兰卡总统。他是锡兰民族主义运动的领袖，独立后曾在各届内阁任职几十年。

## 生平

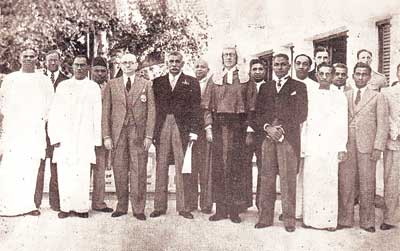
锡兰第一届政府的部长

贾亚瓦德纳出生在一个著名的僧伽罗法律家族中，是11个孩子中的老大。父亲尤金·威尔弗雷德是锡兰首席大法官，母亲出身富裕商人家庭。
他在科伦坡完成中小学教育后，1926年进入科伦坡大学学院，1928年进入科伦坡法律学院，通过考试成为辩护律师（advocate）。
贾亚瓦德纳从事法律工作的时间并不长。1938年他成为锡兰国民大会(CNC)的一名积极分子，参加锡兰的民族主义运动。1940年成为联合秘书，1943年当选为殖民地立法机关国务委员会成员。二战期间，他与其他民族主义者曾接触日本，预谋叛乱以推翻英国殖民统治。
1946年贾亚瓦德纳加入统一国民党，1947年出任锡兰第一任财政部长。作为最年轻的财政部长，贾亚瓦德纳难以平衡政府预算，面对日益增长的政府支出，尤其是大米补贴。1953年提议削减补贴，而许多穷人以此赖以生存，由此引发了强烈反对和1953年联合休业罢工运动，他不得不取消提议。
到1950年代末，僧伽罗民族主义政党斯里兰卡自由党逐渐压过统一国民党，贾亚瓦德纳主张推动统一国民党适应民族主义和支持僧伽罗语唯一法案，遭到少数民族的强烈反对。在整个1960年代，他与党领袖达德利·森纳那亚克在这个问题上发生了冲突。  
1965年统一国民党上台执政，贾亚瓦德纳任国务部长，推动旅游业以发展经济。由此他提出1966年锡兰旅游局10号法案和锡兰酒店公司14号法案。今天斯里兰卡几乎所有城市的旅游胜地，每年营业额超过500,000名游客享受斯里兰卡的热带气候和美丽的海滩，他们所带来的大量外汇大大促进了斯里兰卡的经济。
在1970年大选，统一国民党遭受重大失败，自由党和新成立的左翼政党赢得了几乎三分之二的议会席位。贾亚瓦德纳任反对党领袖，党领袖达德利·森纳那亚克由于健康不佳，在1973年去世后，贾亚瓦德纳成为领袖。他反对自由党政府強行关闭许多私营企业和土地国有化。1976年，当自由党政府利用其在议会大多数延续政府的执政时间时，他辞去了在议会中的席位以示抗议。
1977年的國會选举中，贾亚瓦德纳领导的反對党统一国民党取得了压倒性的胜利，获得惊人的六分之五的议会席位。之后，他立即修改1972年制定的共和國宪法，提高总统权限，把斯里蘭卡由議會制轉為半總統制，並加強總統的行政權力。1978年2月4日他成为总统，1979年通过了预防恐怖主义法案，给警察逮捕和拘留的广泛权力，政府的行政權力近乎獨裁。这加剧了种族之间的紧张关系。最為爭議的是，他剥夺了反對党自由党总统候选人西丽玛沃·班达拉奈克的公民权利和被禁止竞选公职六年。贾亚瓦德纳又举行了公投，取消1983年议会选举，并允许1977年的议会继续到1989年。并通过了一项宪法修正案，禁止任何议员支持分裂主义，这有效地消除了主要反对党——泰米尔联合解放阵线。

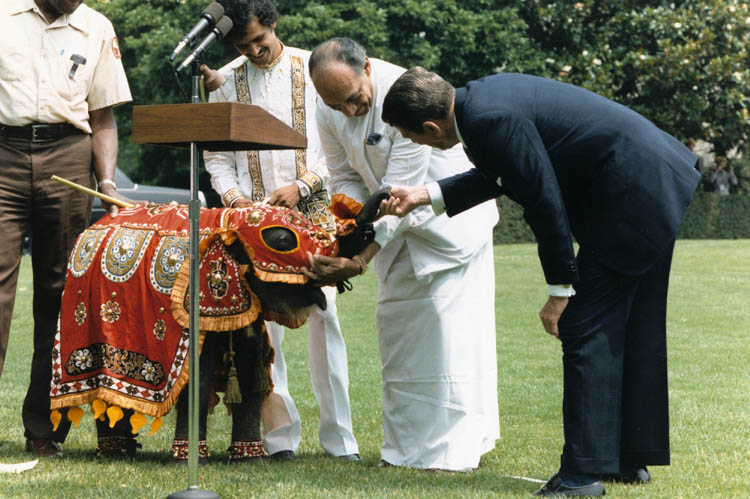
1984年贾亚瓦德纳送给美国总统罗纳德·里根一只小象。

1980年代，斯里兰卡南部的僧伽罗族和北部的泰米尔族之间的冲突愈演愈烈。泰米尔伊拉姆猛虎解放组织得到印度提供武器装备及训练后，控制了北部的贾夫纳半岛，并谋求建立独立国家。斯里兰卡无力控制局势，只好向印度请求帮助。
1987年7月29日，贾亚瓦德纳和印度总理拉吉夫·甘地在科伦坡签署了《印度-斯里兰卡和平协议》（Indo-Sri Lanka Accord）。贾亚瓦德纳委托印度政府以派遣印度维和部队（IPKF, Indian Peace Keeping Force）的方式为斯里兰卡提供军事援助，以结束种族冲突。协议要求印军解除泰米尔分裂分子武装，斯方则满足泰米尔人要求建立自治区，并遣返在印泰米尔人。然而其中最激进的泰米尔猛虎组织拒绝解除武装，印度军队在遭受持续重大伤亡后也未能挫败猛虎组织。
1989年，贾亚瓦德纳以82岁高龄结束第二届总统任期后卸任并退出政坛。1996年11月1日，贾亚瓦德纳因结肠癌在科伦坡一家医院去世，享年90岁。

## 个人生活
贾亚瓦德纳与妻子Elina Bandara Rupasinghe结婚于1935年，独子拉维（Ravindra "Ravi" Vimal Jayewardene）是一名军官，担任总统安全顾问，斯里兰卡精英特种部队的创始人。

## 延伸阅读
- De Silva, K. M., & Wriggins, W. H. (1988), J.R. Jayewardene of Sri Lanka: a political biography, University of Hawaii Press  ISBN 0-8248-1183-6
- Jayewardene, J. R. (1988), My quest for peace: a collection of speeches on international affairs, OCLC 20515117
- Dissanayaka, T. D. S. A. (1977), J.R. Jayewardene of Sri Lanka: the inside story of how the Prime Minister led the UNP to victory in 1977, Swastika Press OCLC 4497112